# Tibaná
Tibaná – miasto w Kolumbii, w departamencie Boyacá.